# Flugplatz Ulm-Dornstadt

i7
i11
i13
Der Flugplatz Ulm-Dornstadt war ein deutscher Militärflugplatz zur Zeit des Dritten Reichs. Der Flugplatz lag zirka 8 km nordwestlich von Ulm und eineinhalb km ostsüdöstlich von Dornstadt. Das Areal befand sich zwischen der damaligen Reichsstraße 10 und der Bahnstrecke nach Stuttgart nördlich der Autobahn. Die ehemaligen Unterkünfte am nördlichen Rand sind zum Teil noch erhalten, während das frühere Flugfeld größtenteils überbaut wurde.

## Geschichte

### Fliegerische Nutzung bis 1945

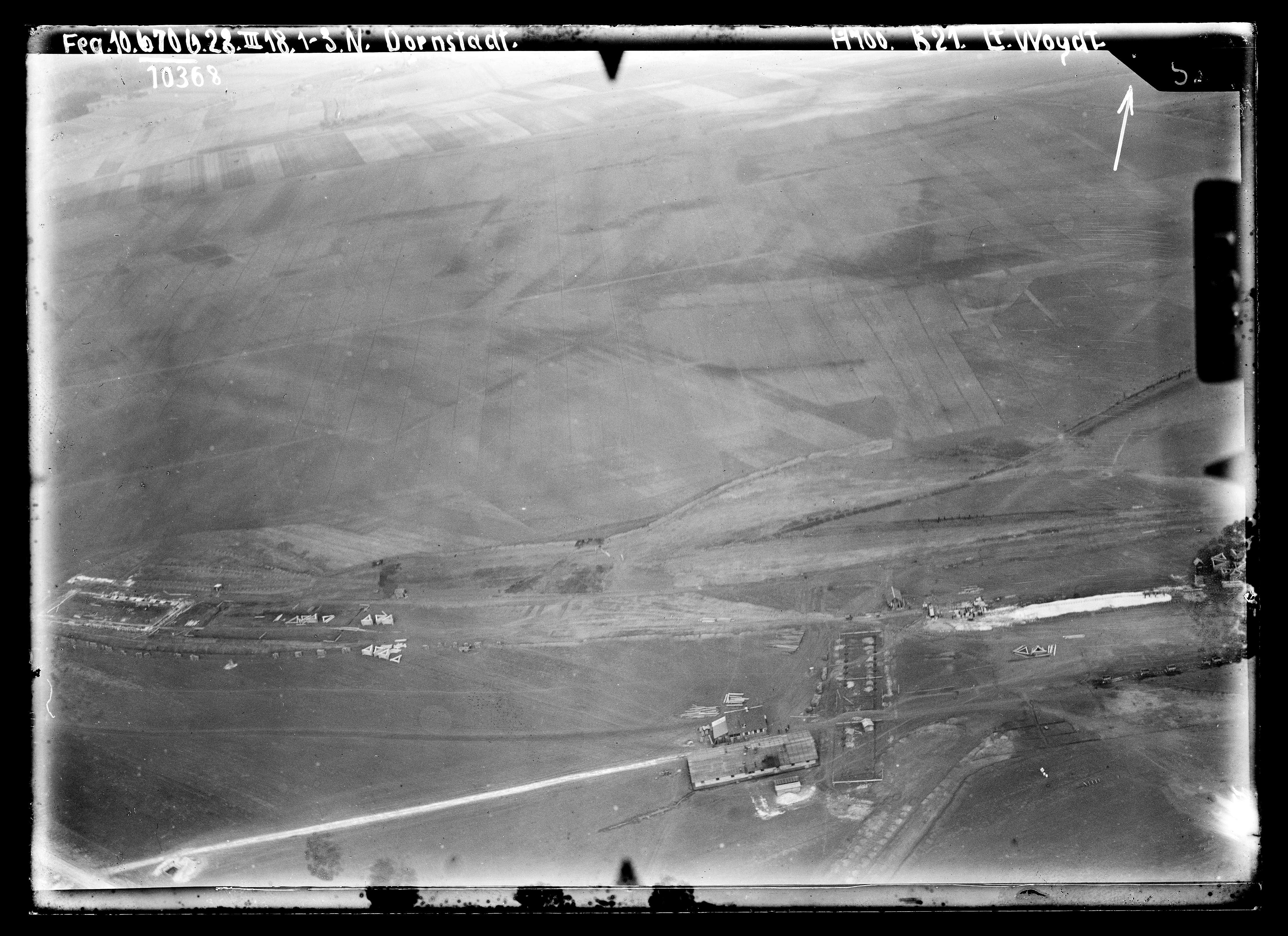
Luftbild, März 1918

Der Ursprung des späteren Fliegerhorstes reicht bis in den Ersten Weltkrieg zurück, als das Kriegsministerium des Königreichs Württemberg entschied, bei Dornstadt ein Flugfeld zu errichten. Der Bau begann 1917. Der Flugplatz existierte jedoch nur kurz, bereits 1919 musste er wieder geschlossen werden.
Nach der Machtergreifung durch die Nazis wurden im Zuge der der deutschen Hochrüstung im Vorfeld des Zweiten Weltkriegs ab 1934 zunächst sieben Hektar Land als Notlandeplatz hergerichtet. Nur zwei Jahre später wurde das Areal nach Norden zu einem Fliegerhorst der neuen Luftwaffe erweitert. Der Flugplatz, der mit einem zirka 915 × 1000 m großen Grasflugfeld und vier Hangaren mit befestigten Vorfeldern ausgestattet war, besaß an seiner Südostecke einen Bahnanschluss.
Kurz nach seiner Fertigstellung trafen die ersten Flugschüler und Mechaniker ein; die hauptsächliche fliegerische Nutzung in den folgenden Jahren war die Basisausbildung zukünftiger Flugzeugführer. Daneben waren hier diverse nicht fliegende Einheiten stationiert.
Im Vorfeld des Westfeldzuges der Wehrmacht existierte für knapp sechs Wochen die Ausbildungsstaffel des Kampfgeschwaders 55, deren He 111P damals in Dornstadt lagen. Hier fanden jedoch auch Beladeversuche mit den Messerschmitt-"Giganten" Me 321 und Me 323 statt.
Unter großer Geheimhaltung wurde auf dem Flugplatz ab Oktober 1942 ein Standort für die Hochfrequenzforschung errichtet und in der Folge die fliegerische Nutzung stark eingeschränkt.
Der Flugplatz wurde am 24. Juli 1944 Ziel eines alliierten Jagdbomber-Angriffs durch P-51 des VIII. Fighter Command der United States Army Air Forces.

### Nachnutzung nach 1945
Nach Kriegsende wurde das Areal für kurze Zeit als Kaserne der US Army genutzt.
In den Jahren 1946/47 wurden hier auf Anordnung der US-Militärverwaltung 503 hauptsächlich jüdische Waisenkinder untergebracht. Nachdem diese anderweitig versorgt wurden, verblieb der Flugplatz ungenutzt.
Das Areal wurde 1950 der Konversion zugeführt. Der frühere Kasernenbereich im Nordwesten wurde eine Einrichtung des Landesverbandes der Inneren Mission und eine neue Heimat von Aussiedlern und Spätaussiedlern aus Osteuropa.
Heute leben hier 250 hilfsbedürftige Menschen. Vier Gebäude der Einrichtung stammen noch aus der Kriegszeit, inklusive des früheren Towers, heute Gebäude 6.
Das Flugfeld selbst wurde ab Beginn des 21. Jahrhunderts zu einem Gewerbegebiet entwickelt.